# جين شتاين
جين شتاين (بالإنجليزية: Jeanne C. Stein)‏ (و. القرن 20  م) هي روائية، وكاتِبة أمريكية، ولدت في سان دييغو.